# Église Saint-Hubert de Longueuil
Pour les articles homonymes, voir Église Saint-Hubert.
 (janvier 2011).
L'église de Saint-Hubert est une église catholique de l'arrondissement Saint-Hubert à Longueuil. Son histoire paroissiale se confond avec celle de l'ancienne ville de Saint-Hubert, qui était à l'origine une simple paroisse rurale. 

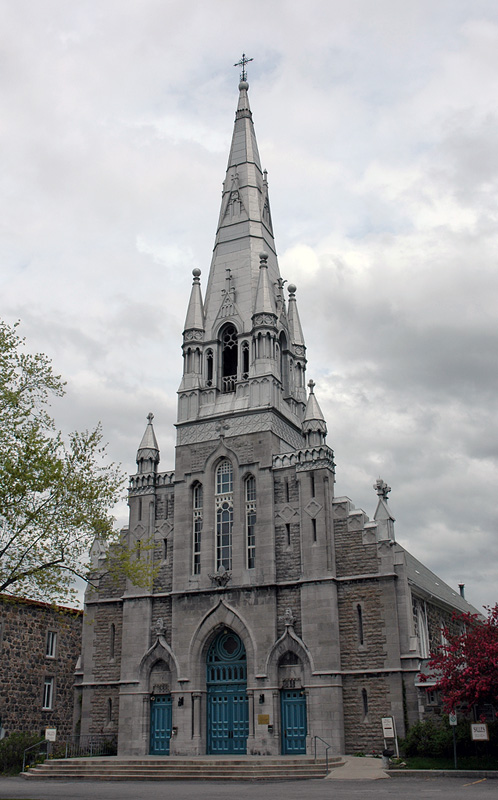
Église de Saint-Hubert

## Histoire

### Les origines dans la paroisse de Longueuil
En 1805, le nouveau curé de la paroisse, Augustin Chaboillez, constate que l’église est trop petite. Il s’engage alors à en bâtir une nouvelle, plus vaste. Il considère que le moment est bon puisque ses ouailles ont connu de bonnes récoltes et qu’elles en tirent grand profit. Les croyant bien pourvus financièrement, il se lance dans une visite paroissiale et procède à un sondage. La plupart des paroissiens sont indécis face à ce projet. Ceux qui habitent dans le Nord et le fief du Tremblay y sont favorables. Par contre, ceux de la Grande-Ligne Côte-Noire sont tout à fait contre ; ils envisagent leur avenir paroissial auprès des ouailles de La Prairie ou de Chambly. Ils pensent à changer de paroisse car ils se disent trop éloignés de leur église.
Le curé Chaboillez entreprend toutefois son projet. Il convoque une assemblée de paroisse et rassemble des signatures en faveur de la construction d’une nouvelle église. Il ne recueille pas suffisamment d’appuis. En outre, deux paroissiens organisent une opposition en rédigeant une requête prônant la division de la paroisse qu’ils adressent à Plessis. Un mouvement de scission se dessine clairement.
La baronne de Longueuil décide de trancher la question en donnant à la fabrique un terrain qui est, en fait, l’ancien site du fort de Longueuil. Le contrat est signé en 1809. Voilà quatre ans que le curé Chaboillez se bat pour son projet. Joseph-Octave Plessis autorise la construction. Les syndics chargés de veiller à la construction sont élus et l’acte de répartition des coûts entre les paroissiens est endossé.
Il ne manque que l’autorisation des commissaires civils pour que la construction débute. Le curé Chaboillez croit voir la réalisation de son rêve. Toutefois, il se heurte une fois de plus à l’un des opposants ayant mené la requête à Plessis quelque temps plus tôt. Il s’agit d’Étienne Fournier dit Préfontaine qui interrompt le curé Chaboillez en plein sermon dominical et qui l’accuse de vouloir ruiner ses paroissiens par son projet. Monsieur le curé se rend à Montréal et fait une déposition. Fournier dit Préfontaine est emprisonné. La grande région de Montréal ne cesse de parler de l’affaire et le curé Chaboillez a mauvaise presse. Le fils de la baronne, qui avait fait don du terrain pour bâtir l’église, veut revenir sur la décision de sa mère et se range du côté de l’opposition. 
L’affaire ne sera réglée qu’en mai 1810, devant les commissaires civils. Ils reçoivent les partisans et les opposants au projet et tranchent finalement en faveur de la construction de l’église, laquelle avait été de toute façon acceptée par l’adoption de l’acte de répartition. Les travaux débutent en 1811. Cette première tempête prend fin en faveur du curé Chaboillez mais laisse entrevoir qu’une partie de la population reste insatisfaite de la décision. Son problème, c’est l’éloignement du temple.

### Création d'une deuxième chapelle succursale
Moïse Vincent (1817-1888) et Laurent Benoit (1807-1870), deux paroissiens bien nantis, profitent de la création de Saint-Lambert pour demander à Ignace Bourget, l’érection d’une deuxième chapelle succursale de Longueuil qui serait érigée sur le chemin de Chambly, dans une partie du territoire paroissial qui s’appelle le canton Saint-Antoine. 
Il s’agit d’une portion de la paroisse de Saint-Antoine-de-Padoue qui constitue son arrière-pays. Ce territoire s’étend à partir des 5 terres situées à l’avant de la croisée du chemin de fer du Grand-Tronc et du chemin de Chambly et va jusqu’à la montée Daniel, puis à partir des terres le long du chemin de la Savane jusqu’aux terres de la Grande-Ligne Côte-Noire. Cela équivaut à la moitié du territoire de la paroisse de Saint-Antoine-de-Padoue.
Vincent et Benoit vont plus loin et demandent la création d’une nouvelle paroisse entre Longueuil et Chambly. 
Ils trouvent une forte opposition de la part du curé de Longueuil, d’une partie des paroissiens qui, après l’expérience de Saint-Lambert, voient d’un mauvais œil une deuxième ramification de leur paroisse. Ce détachement signifierait pour eux une perte d’ouailles, donc d’argent, de territoire au moment où tous doivent s’unir pour thésauriser dans le but de construire une nouvelle église.

### Approbation du projet par Ignace Bourget
Qu’importe,[Quoi ?] Vincent et Benoit ne lâchent pas prise. Bourget accepte l’idée de la construction d’une chapelle succursale en 1857 et demande un terrain propice et 500 $ pour débuter l’entreprise.
Moïse Vincent se départ donc de 8 arpents de terre en superficie et de 500$ qu’il offre à la Corporation Épiscopale Catholique Romaine du Diocèse de Montréal. Bourget vient alors planter une croix sur le site de la future chapelle. Laurent Benoit de son côté, offre un chemin de trente et un arpents de longueur, à même ses terres, et le fait aménager à ses frais pour relier la Grande-Ligne Côte-Noire au chemin de Chambly pour ainsi permettre aux habitants de la Grande-Ligne d’avoir accès à l’église.
En septembre 1858, neuf syndics sont élus par les paroissiens. Ils ont pour tâche de veiller à la construction de l’église. Laurent Benoit en est le président.
Dès l’automne, ils font déblayer le terrain, font exécuter l’excavation et charroyer les pierres qui serviront à la construction de l’église. Ils engagent Victor Bourgeau, architecte, pour effectuer les plans et devis.
Au printemps 1858, les travaux débutent, à la suite du décret canonique du 3 mars de cette année créant la desserte de Longueuil dans le canton Saint-Antoine.

### Bénédiction de l'église
Le 9 janvier 1859, Bourget vient bénir l’église succursale de Longueuil et la place sous la protection de saint Hubert. Le premier cimetière de Saint-Hubert sera ouvert en 1860.
À défaut d’avoir obtenu une paroisse distincte de celle de Longueuil, Laurent Benoit décide d’engager le combat sur un autre front pour parvenir à ses fins. Il effectue des démarches auprès du gouvernement pour créer un territoire municipal avec le canton Saint-Antoine. Il gagne son pari. Le 19 mai 1860, la Corporation municipale de Saint-Hubert naît en se détachant de celle de Longueuil. L’Acte 23, Victoria, Statut 5 de la province de Canada qui érige la division succursale de Saint-Hubert en municipalité séparée entre en vigueur le 31 décembre 1860. Le premier conseil de paroisse est élu en janvier 1861 avec son maire, André Ste-Marie, et ses conseillers. Par le même acte, la Municipalité scolaire de Saint-Hubert, séparée de celle de Longueuil, est créée.
Saint-Hubert est désormais une municipalité indépendante et possède son propre système scolaire. Il lui reste à devenir une paroisse religieuse autonome.

### Ouverture des registres d'état civil de la paroisse Saint-Hubert
Laurent Benoit et Moïse Vincent cherchent alors à obtenir l’érection de la desserte en paroisse. En 1861, ils font des requêtes à Bourget à cet effet. Celui-ci accorde alors l’ouverture des registres d’état civil, le 1er janvier 1862. C’est une prémisse à l’érection canonique de la paroisse de Saint-Hubert.
Une requête datée du 1er octobre 1861, à l’effet d’ériger la desserte en paroisse séparée, a pour conséquence d’amener un enquêteur de Bourget à Saint-Hubert. Il vient sonder l’opinion des gens face à ce projet et fait son rapport à son supérieur.
En conséquence, Bourget accorde l’érection de la desserte de Saint-Hubert en paroisse autonome de celle de Saint-Antoine-de-Padoue. Il signe le décret canonique érigeant la nouvelle paroisse le 15 octobre 1862.
Laurent Benoit et Moïse Vincent peuvent se dire[Quoi ?] : «Mission accomplie»[réf. nécessaire]. Ils ont présidé à la naissance d’une nouvelle municipalité, d’une nouvelle paroisse et d’une nouvelle organisation scolaire.